# The Street of Sin
The Street of Sin (1928) és una pel·lícula muda nord-americana dirigida per Mauritz Stiller. Va protagonitzar Emil Jannings, Fay Wray i Olga Baclanova. Va ser distribuït per Paramount Pictures.

## Estat de conservació
La pel·lícula ara es considera una pel·lícula perduda.

## Argument
A Londres, "Basher Bill", un boxejador jubilat convertit en delinqüent, fingeix haver deixat el mal camí en unir-se a l'Exèrcit de Salvació. El refugi on es troba Bill el dirigeix l'Elizabeth, una jove plena de grans ideals, que fa que Bill s'enamori d'ella, tot i que ja té una dona, l'Annie, una noia del carrer. Bill, després de confessar un robatori, decideix anar directament pel bé d'Elizabeth. Llavors Annie el denuncia a la policia, però immediatament es penedeix i l'adverteix de l'arrest. Aconsegueix escapar, però després mor per salvar la vida d'Elizabeth quan la banda de bandolers la utilitza a ella i a l'Exèrcit de Salvació com a ostatges contra la policia.

## Repartiment
- Olga Baclanova - Annie
- Emil Jannings - "Basher" Bill
- Fay Wray - Elizabeth
- Ernest W. Johnson - Mr. Smith
- George Kotsonaros - Iron Mike
- John Gough - Crony of Basher Bill
- Johnnie Morris - Crony of Basher Bill
- John Burdette - Publican